# Corydalis shimienensis
Corydalis shimienensis är en vallmoväxtart som beskrevs av Cheng Yih Wu och Z. Y. Su. Corydalis shimienensis ingår i släktet nunneörter, och familjen vallmoväxter. Inga underarter finns listade i Catalogue of Life.